# Pierre Joseph Célestin François
Pour les articles homonymes, voir François.
Pierre Joseph Célestin François est un peintre né à Namur le 29 mars 1759 et mort à Bruxelles le 13 mars 1851. Il est le fils de Charles Isidore François (1724-1788), gérant de la fabrique de tabac du vicomte Desandrouin et de Robertine Dumont (1734-1767). Il avait épousé le 25 février 1799, Marie-Françoise Leyniers, issue de la célèbre famille de tapissiers bruxellois, qui lui donnera cinq enfants.

## Biographie

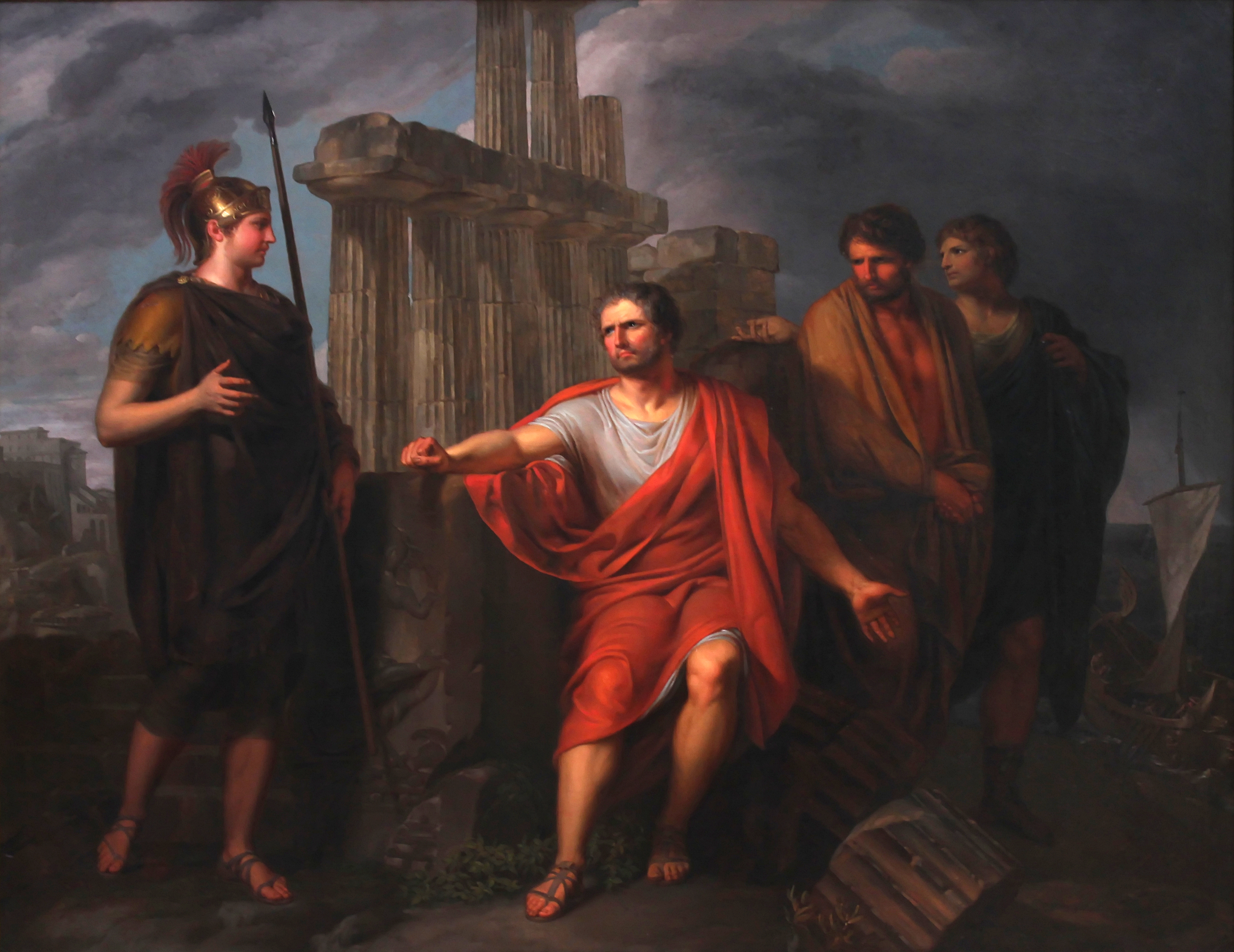
Marius assis sur les ruines de Carthage (1791-1794)

Il étudie d'abord la peinture à Charleroi dans l'atelier de P.B. De Blocq, puis à l'académie de peinture d'Anvers auprès d'André Lens et Guillaume Herreyns. Il séjourne en Italie de 1778 à 1781, puis revient à Bruxelles où il effectue essentiellement des peintures de commande décoratives. Il séjourne à nouveau à Rome entre 1789 et 1792.
En 1803, il figure parmi les membres fondateurs de la Société de peinture, sculpture et architecture de Bruxelles dont il fut vice-président.
Revenu à Bruxelles, il devient de plus en plus remarqué grâce à sa peinture néo-classique, même si la période révolutionnaire nuit à sa carrière. Son Marius assis sur les ruines de Carthage est conservé à Bruxelles aux Musées royaux des beaux-arts de Belgique.
Sous le Consulat et l'Empire, il participe au renouveau de la peinture religieuse et peint notamment une Allégorie du Concordat conservée à la Malmaison. Il est également l'auteur de nombreux tableaux de dévotion privée. On lui doit aussi le portrait le plus connu de l'abbé Grégoire, conservé au Musée des Beaux-Arts de Nancy.
Il est le père d'Ange François (1800-1872) également peintre (Histoire, scènes de genre et sujets animaliers) lequel travailla dans l'atelier de son père avant d'entrer à l'Académie de Bruxelles.

## Œuvres
- Une Sainte Famille avec saint-Jean-Baptiste, huile sur toile, 48 × 37,5 cm, signée en bas à droite, ancienne collection de la chapelle du château de Grand-Bigard, (Grand-Bigard), province belge du Brabant flamand. Puis ancienne collection du musée van Gerwen-Lemmens, à Valkenswaard, province néerlandaise du Brabant-Septentrional, vente Sotheby's Amsterdam, 30 septembre 2008, no 505, vendue pour 4 750 €.
- L'enlèvement d'Europe, huile sur toile, 203 x 265 cm., signé et daté. Bruxelles, Musées royaux des Beaux-Arts de Belgique
- Le portrait de l'abbé Grégoire assis sur un fauteuil devant un bureau, la plume à la main avec des livres en arrière-plan, huile sur toile de 1800, de 130,5 x 98 cm, qui se trouve au  palais des ducs de Lorraine à Nancy[4].